# Межберг Наум Ісакович
Наум Ісакович Межберг (24 серпня 1898, за іншими даними 1900, Одеса, Російська імперія — †14 квітня 1972 Ужгород, УРСР, СРСР) — український радянський історик революційних рухів

## Життєпис
Н. І. Межберг народився 24 серпня 1898 в Одесі у робітничий родині.
З 1909 почав працювати в одній із типографій міста. У серпні 1917 вступив до Союзу соціалістичної робітничої молоді, а 1920 — до КП(б)У.
Під час громадянської війни воював на боці більшовиків, брав активну участь у червоногвардійських загонах, за що у травні — серпні 1918 року перебував під арештом «білих».
З 1920 року — на партійній роботі: виконував обов'язки окружного секретаря революційного комітету та політкомісара. У листопаді 1921 його направили до Одеської військово-технічної школи.
Після демобілізації в 1923—1926 роках навчався на юридичному факультеті Одеського інституту народного господарства.
У 1926—1928 роках був аспірантом Одеської секції Харківської науково-дослідної кафедри історії української культури при Одеському інституті народної освіти. Під час навчання в аспірантурі, з січня 1928 року почав викладати історію класової боротьби в Одеському торговельно-промисловому технікумі й Одеському сільськогосподарському інституті, де 16 квітня 1929 року його призначили деканом робітничого факультету.
У червні 1930 року обраний дійсним членом історично-етнологічного відділу Одеської філії Всеукраїнській академії наук. Одночасно з педагогічною діяльністю виконував численні партійні й громадські доручення.
У 1925–1927 роках завідував агітпропом і культпропом Свердловського району Одеси, заступник завідувача Одеського істпарту.
В 1931—1933 роках обіймав посади доцента, професора Одеського інституті соціального виховання.
У 1933—1935 роках працював професором кафедри історі УСРР Одеського державного універстету.
У березні 1935 запрошений на посаду професора історії України та декана історичного факультету Київського державного університету. Паралельно викладав в Інституті червоної професури. У 1935—1936 роках працював старшим науковим співробітником Інституту історії Всеукраїнської асоціації марксистсько-ленінських інститутів.
4.11.1937 року Особливою нарадою при НКВС СРСР засуджений до восьми років виправно-трудових таборів, звинувачувався у троцкістських поглядах. Відбувши на два роки більше винесеного строку, 8.03.1947 р. , за рішенням Особливої наради при МДБ СРСР вчений, як «соціально небезпечний елемент» був засуджений до трьох років заслання у Новосибірський області з подальшим визначенням довічного спецпоселення.
9.07.1955 р. рішенням судової колегії з кримінальних справ Верховного суду СРСР постанова від 1937 р. скасовувалась за відсутністю складу злочину. Також була відмінена постанова щодо перебування вченого на спецпоселенні.
У 1955 році повернувся до Одеси, де працював у видавництві. З 1956 року працював викладачем кафедри історії СРСР Ужгородського державного університету.
Помер 14 квітня 1972 року в Ужгороді.

## Наукова діяльність
Сферою наукових інтересів були питання історії революційних та робітничо-селянських рухів на Одещині на початку ХХ століття, історії комсомолу та комуністичної партії. Є автором понад 80 опублікованих праць.

#### Праці
- Масовий революційний рух напередодні імперіалістичної війни // Чорноморська Комуна. — 1934. — 1 серпня;
- Боевой путь котовцев. К десятилетию 3-й кавалерийской краснознаменной Бессарабской имени Котовского дивизии. Политотдел 3-й кавдивизии им. Котовского. — Одесса, 1930. — 55 с. (у співавторстві з Р. Шпунтом).
- Жовтневі події 1905 р. в Одесі. — Харків-Одеса: Державне видавництво «Пролетар», 1931. — 48 с.
- Другий період Радянської влади на Одещині (квітень-серпень 1919 р.). — Одеса, 1931. — 92 с. (у співавторстві з С. Коганом).
- Экономика Одещины и робоче-крестьянское движение в 1914—1917 гг. (Предпосылки Октября в Одессе) // Октябрь на Одещине: Сборник статей и воспоминаний. К 10-летию Октября. — Одесса: Тип. «Известия» им. тов. Зиновьева, 1927. — С. 47 — 123 (у співавторстві з С. Коганом).
- Повстання куркулів у німецьких колоніях на Одещині (1919) // Літопис революції. — 1929. — № 2. — С. 138—157 (у співавторстві з С. Коганом).
- Червневі події 1905 року в Одесі: (До 25-річчя барикадних боїв в Одесі) // Чорноморська комуна. — 1930. — 27 червня.
- Жовтень 1905 року в Одесі // Чорноморська комуна. — 1930. — 26, 29 жовтня, 1, 2 листопада.
- Перша Одеська рада робітничих депутатів // Чорноморська комуна. — 1930. — 11 грудня.
- З революційного минулого Одещини // Бібліографія революційного руху в Одесі (1820—1920). — Одеса, 1933. — С. 19 — 51.
- З сторінок героїчного минулого // Чорноморська Комуна. — 1934. — 11 липня.

## Нагороди
- Орден Червоної Зірки (1967 р.).